# Rhyncholacis
Rhyncholacis é um género botânico pertencente à família Podostemaceae.
1. ↑  «Rhyncholacis — World Flora Online». www.worldfloraonline.org. Consultado em 19 de agosto de 2020